# Luigi da Porto

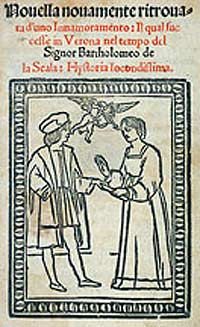
Couverture de Giulietta e Romeo (1530) de Luigi da Porto

Luigi da Porto, né en 1485 à Vicence et mort le 10 mai 1529 dans la même ville, est un écrivain et historiographe italien, surtout connu comme auteur du roman Novella novamente ritrovata, l'histoire de Roméo et Juliette, reprise plus tard par William Shakespeare pour son célèbre drame.

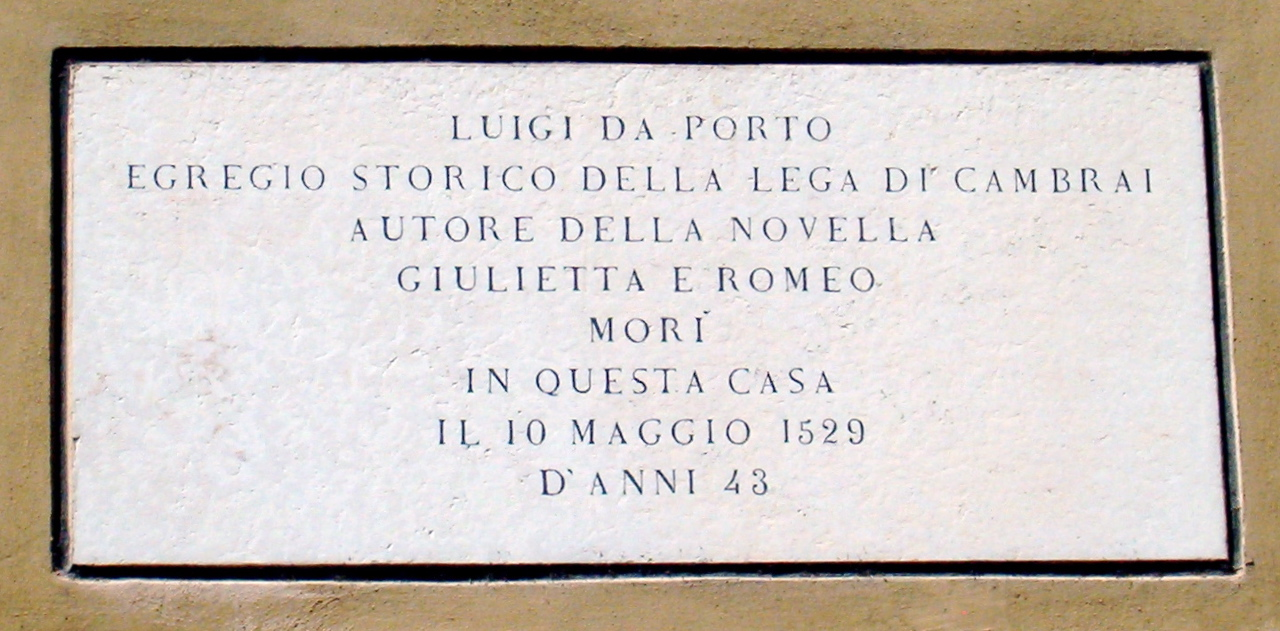
Stèle commémorative, Contrà Porti, Vicence

## Histoire
Luigi da Porto a écrit le roman dans sa villa de Montorso Vicentino près de Vicence. Le titre du livre était Historia novellamente ritrovata di due nobili amanti (« Histoire nouvellement retrouvée de deux nobles amants »), publié vers 1530. L'origine de l'histoire des deux amants est contestée, car da Porto s'est probablement inspiré d'un conte de Masuccio Salernitano intitulé Mariotto e Ganozza, comportant de nombreux éléments repris par le drame de Shakespeare.

## Roméo et Juliette
Il s'est probablement inspiré de son histoire personnelle : en 1511, Luigi da Porto est apparemment tombé amoureux de sa cousine Lucina Sarvognan (seize ans). Les conflits au sein des clans étaient vifs. Da Porto étant très proche de l'oncle de Lucina, Antonio Savorgnan en conflit ouvert avec le tuteur de Lucina Girolamo Savorgnan. 
Malade, blessé et paralysé à la suite des conflits entre clans, Luigi se retire dans sa villa et écrit le roman, situant l'histoire à Vérone dont il apercevait les tours de sa fenêtre, à l'époque de Bartolomeo I della Scala (1301-1304). 
Il a dédié l'ouvrage à Lucina qui avait épousé quelqu'un d'autre.
Il a créé les noms de Romeus (Roméo) et Giulietta (Juliette) ainsi que les personnages de Mercutio, Tybalt, Laurence et Paris.